# Telodytes analis
Telodytes analis är en tvåvingeart som beskrevs av Aldrich 1934. Telodytes analis ingår i släktet Telodytes och familjen parasitflugor. Inga underarter finns listade i Catalogue of Life.